# مصطفی ساریگل
مصطفی ساریگل (متولد ۱۵ نوامبر ۱۹۵۶) یک نویسنده، کارآفرین و سیاستمدار اهل ترکیه است. او در حال حاضر رهبر حزب تغییر ترکیه است. او بین سال‌های ۱۹۹۹ تا ۲۰۱۴ شهردار منطقه شیشلی استانبول بود.

## زندگی‌نامه
مصطفی ساریگول اهل منطقه آناتولی شرقی است، او در جوانی چوپان بود. خانواده او در سال ۱۹۶۲ به استانبول نقل مکان کردند، وی در دانشگاه مرمره تحصیل کرده‌است.

### زندگی سیاسی
در انتخابات پارلمانی سال ۱۹۸۷، او به عنوان عضو حزب پوپولیست سوسیال دموکرات (به ترکی: Sosyaldemokrat Halkçı Parti, SHP) با یک رکورد رای در شهر استانبول به عنوان جوانترین نماینده پارلمان ترکیه انتخاب شد.
او در انتخابات محلی سال ۲۰۱۴ از حزب جمهوری‌خواه خلق برای شهردار شهرداری کلان‌شهر استانبول نامزد شد.
در انتخابات محلی ۲۰۱۹ او برای شهردار شیشلی برای DSP نامزد شد و به مقام دوم رسید.
او در ۲۱ دسامبر ۲۰۲۰ حزب تغییر ترکیه را تأسیس کرد.

## آثار
مصطفی ساریگول نویسنده دو کتاب است.
- یک وکیل ملت، در مجلس ملی کبیر ترکیه
- راهبری در استانبول[۱]